# 長尾家 (男爵家)
長尾家（ながおけ）は、藤原北家勧修寺流勧修寺家庶流にあたる華族の男爵家。いわゆる「奈良華族」の一つ。

## 歴史
勧修寺家当主勧修寺顕彰の四男顕慎は、文久元年（1861年）に幼くして奈良興福寺に入れられて惣珠院住職となったが、明治元年（1868年）に勅命により復飾し、翌2年に堂上格を与えられて一家を起こして長尾を家号とした。明治8年に華族に列し、明治17年（1884年）7月7日の華族令施行で華族が五爵制になると、翌8日に顕慎は男爵に叙された。顕慎の夫人は押小路公亮子爵の長女息子（明治15年に離婚）。
顕慎は負債を抱えて経済的に困窮したため、明治20年（1887）1月13日に爵位を返上した。
顕慎の娘に経子（明治9年11月28日生）がある。